# Wilhelm Laukhuff
Wilhelm Laukhuff (* 27. Januar 1903 in Weikersheim; † 1981) war ein deutscher Unternehmer und Kommunalpolitiker.

## Werdegang
Nach dem Abitur 1921 absolvierte Laukhuff im elterlichen Betrieb eine Lehre zum Orgelbauer. 1925 studierte er an der Handelshochschule in Neuchâtel (Schweiz) Fremdsprachen und bildete sich in den Jahren 1926/27 in den Vereinigten Staaten fort. Nach dem Tod seines Vaters 1933 wurde er Mitinhaber der Orgelmanufaktur Aug. Laukhuff in Weikersheim und sorgte sich um die internationalen Beziehungen.
Nach Ende des Zweiten Weltkriegs war er von 1945 bis 1947 Bürgermeister von Weikersheim und danach Gemeinderat. Zudem war er Vorsitzender des Aufsichtsrats der örtlichen Volksbank.

## Ehrungen
- 1953: Verdienstkreuz (Steckkreuz) der Bundesrepublik Deutschland